# Séverine Foulon
Pour les articles homonymes, voir Foulon.
Séverine Foulon, née le 8 décembre 1973 à Lille (Nord) et décédée le 29 janvier 2024 à Rang-du-Fliers (Pas-de-Calais), est une athlète française, spécialiste des courses de demi-fond.
Elle compte 21 sélections en équipe de France d'Athlétisme (8 jeunes, 13 INT A).

## Biographie
Séverine Foulon naît le 8 décembre 1973 à Lille dans le département du Nord. Directrice du pole jeunesse à la ville du Touquet-Paris-Plage

### Carrière sportive
Séverine Foulon remporte le titre du 800 mètres lors des championnats de France 1995, au Stade Charléty de Paris.
Elle remporte la médaille de bronze des Championnats d'Europe Juniors à Salonique (Grèce) en 1991
Elle remporte la médaille de bronze des Jeux méditerranéens de 1997 à Bari.
Son record de France du 1500 m juniors en salle en 4 min 28 s 03, établi à Liévin en 1992, a tenu jusqu'en 2016, année où il a été battu par Charlotte Pizzo.

### Décès
Séverine Foulon décède le 29 janvier 2024 à Rang-du-Fliers (Pas-de-Calais) à l'âge de 50 ans,.

## Palmarès
- Championnats de France d'athlétisme :
  - vainqueur du 800 m en 1995
- Championne de France de Cross-Country d'Aix-les-Bains en 1990 (Cadette)

### Records
| Épreuve | Performance  | Lieu | Date |
| ------- | ------------ | ---- | ---- |
| 800 m   | 2 min 1 s 41 |      | 1997 |